# Ruby Jerins
Ruby Jerins (Nasceu em 10 de abril de 1998) é uma atriz americana, mais conhecida por interpretar Grace Peyton na comédia Nurse Jackie e Caroline Hawkins no filme Remember Me.

## Biografia
Ela é filha do artista Edgar Jerins, e da atriz Alana Jerins, tem uma irmã mais nova que se chama Sterling. Ruby estreou no filme O casamento, em 2001, ao lado de Jaid Barrymore e Stephen C. Bradbury. Ruby também co-estrelou em séries de televisão como Kidnapped, Law & Order, Guiding Light, As the World Turns, Six Degrees e Saturday Night Live. 
Em 2010, Ruby interpretou uma das personagens principais no filme Remember Me ao lado de Robert Pattinson e Emilie De Ravin. 

## Filmografia
| Ano           | Filme                             | Papel             | Notas                                          |
| ------------- | --------------------------------- | ----------------- | ---------------------------------------------- |
| 2001          | The Wedding                       | A garota da flor  |                                                |
| 2004          | Água                              | Mary              |                                                |
| 2006          | Guiding Light                     | Katie             | Série de televisão                             |
| 2006          | Saturday Night Live               | Princesa Amendola | Série de televisão                             |
| 2007          | Zoe's Day                         | Zoe               | Curta-metragem                                 |
| 2007          | Desaparecido                      | Annabelle Kellogg | Série de televisão (episódio "Do Unto Others") |
| 2007          | As the World Turns                | Jill Marks        | Série de televisão (5 episódios, 2006–2007)    |
| 2007          | Six Degrees                       | Eliza Morgan      | Série de televisão (12 episódios, 2006–2007)   |
| 2008          | Law & Order                       | Lacy Talbot       | Série de televisão (Episódio "Falling")        |
| 2009          | Taking Chance                     | Olivia Strobl     | Television movie                               |
| 2009-presente | Nurse Jackie                      | Grace Peyton      | Personagem principal                           |
| 2010          | Shutter Island                    | Rachel Laeddis    |                                                |
| 2010          | Remember Me                       | Caroline Hawkins  | Personagem principal                           |
| 2010          | Law & Order: Special Victims Unit | Rose Samonsky     | Série de televisão (Episódio "Bullseye")       |

## Prêmios
- Recanati-Kaplan Excelência na Bolsa de Arte, Junho de 2007.
- Melhor arte no filme Remember me

## Outras leituras
- "Robert Pattinson Vs. Leonardo DiCaprio? 'Remember Me' & 'Shutter Island' Star Ruby Jerins Picks Sides", MTV News, em 4 de Março de 2010